# Rioverde
Rioverde är en kommun i Mexiko.   Den ligger i delstaten San Luis Potosí, i den centrala delen av landet, 300 km norr om huvudstaden Mexico City.
Följande samhällen finns i Rioverde:
- Río Verde
- Progreso
- Rancho del Puente
- Ojo de Agua Seco
- Las Magdalenas
- La Tapona
- Ildefonso Turrubiartes
- Paso Real
- La Virgen
- Anexo el Riachuelo
- Colonia María Asunción del Barrio de los Ángeles
- El Riachuelo
- Las Grullas
- Centro de Readaptación Social Penitenciaría
- Paso de San Antonio
- Santa Isabel
- Colonia María del Rosario
- Valle Florido
- Buenavista
- Chupaderos
- Las Guayabitas
- Arco Grande
- Agua Dulce
- Mesa del Salto
- La Manga
- Redención Nacional
- La Aldea
- Charco Salado
- El Nacimiento